# Benalmádena
Benalmádena ist eine südspanische Küstenstadt und eine Gemeinde (municipio) mit 77.654 Einwohnern (Stand: 2024) in der Provinz Málaga in der autonomen Gemeinschaft Andalusien.

## Lage und Klima
Benalmádena ist die ebenfalls touristisch orientierte Nachbarstadt von Torremolinos an der Costa del Sol in einer Höhe von ca. 10 bis 250 m. Die Provinzhauptstadt Málaga ist knapp 20 km (Fahrtstrecke) in nordöstlicher Richtung entfernt. Das Klima ist gemäßigt bis warm; Regen (ca. 550 mm/Jahr) fällt überwiegend im Winterhalbjahr.

## Bevölkerungsentwicklung
| Jahr      | 1857  | 1900  | 1950  | 2000   | 2020   |
| Einwohner | 1.692 | 2.049 | 2.076 | 34.565 | 70.419 |

Die Einwohnerzahl des ehemaligen Fischerdorfes ist infolge des stetig zunehmenden Badetourismus seit den 1950er Jahren enorm angestiegen.

## Wirtschaft
Bis ins frühe 20. Jahrhundert war das Leben der Gemeinde von Fischfang und Landwirtschaft geprägt; beide wurden vorwiegend zum Zweck der Selbstversorgung betrieben. Der Badetourismus entwickelte sich erst seit den späten 1950er Jahren.

### Verkehr
Benalmádena liegt an der Bahnstrecke Málaga–Fuengirola und verfügt über einen Anschluss an die Linie C-1 der Cercanías Málaga. Die Züge verkehren tagsüber alle 20 Minuten über den Flughafen nach Málaga bzw. in Gegenrichtung bis Fuengirola.

## Geschichte
Auf dem Gemeindegebiet wurden prähistorische Kleinfunde entdeckt. Seit dem 8. und 7. Jahrhundert v. Chr. betrieben die Phönizier hier Tauschhandel. Ab dem 2. Jahrhundert v. Chr. traten die Römer an deren Stelle, es entstanden auch kleinere Siedlungen und Landgüter (villae rusticae). Westgotische Spuren fehlen; der heutige Ortsname zeigt deutlich eine arabisch-maurische Herkunft. Noch vor der Eroberung Granadas (1492) wurde das Gebiet um Málaga von den Christen zurückerobert (reconquista).

## Sehenswürdigkeiten
Ortsteile

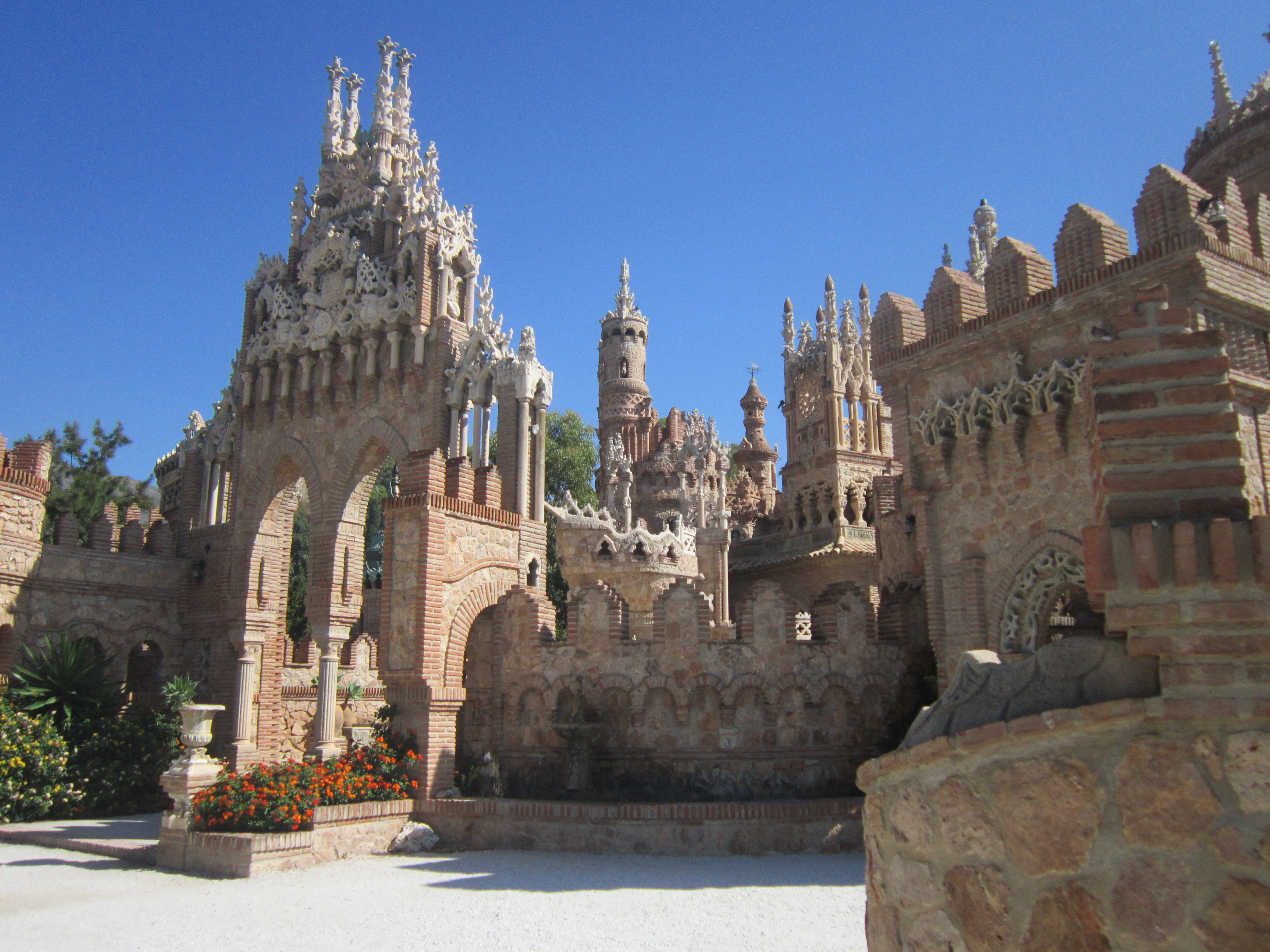
Castillo de Colomares

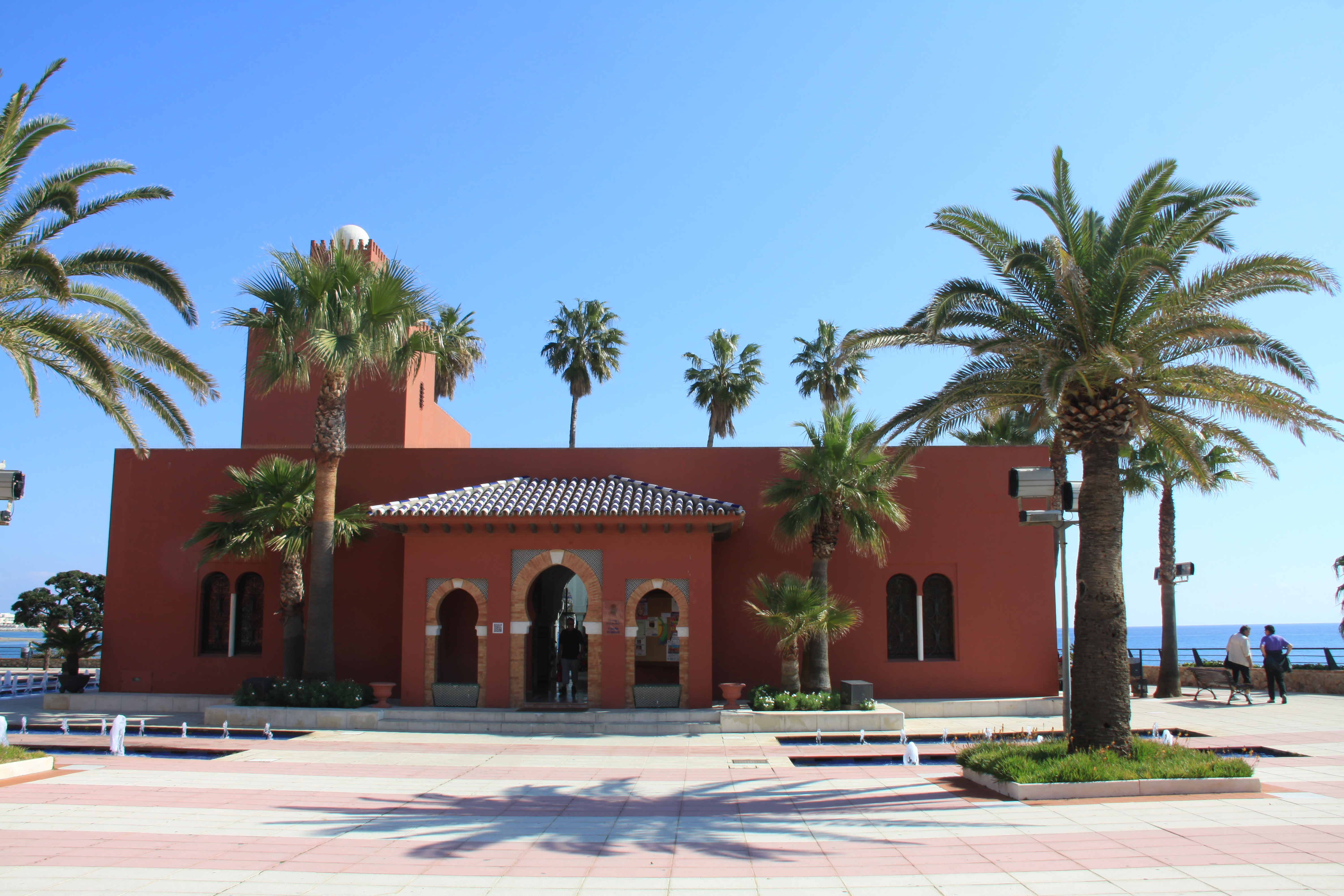
Castillo de Bil Bil

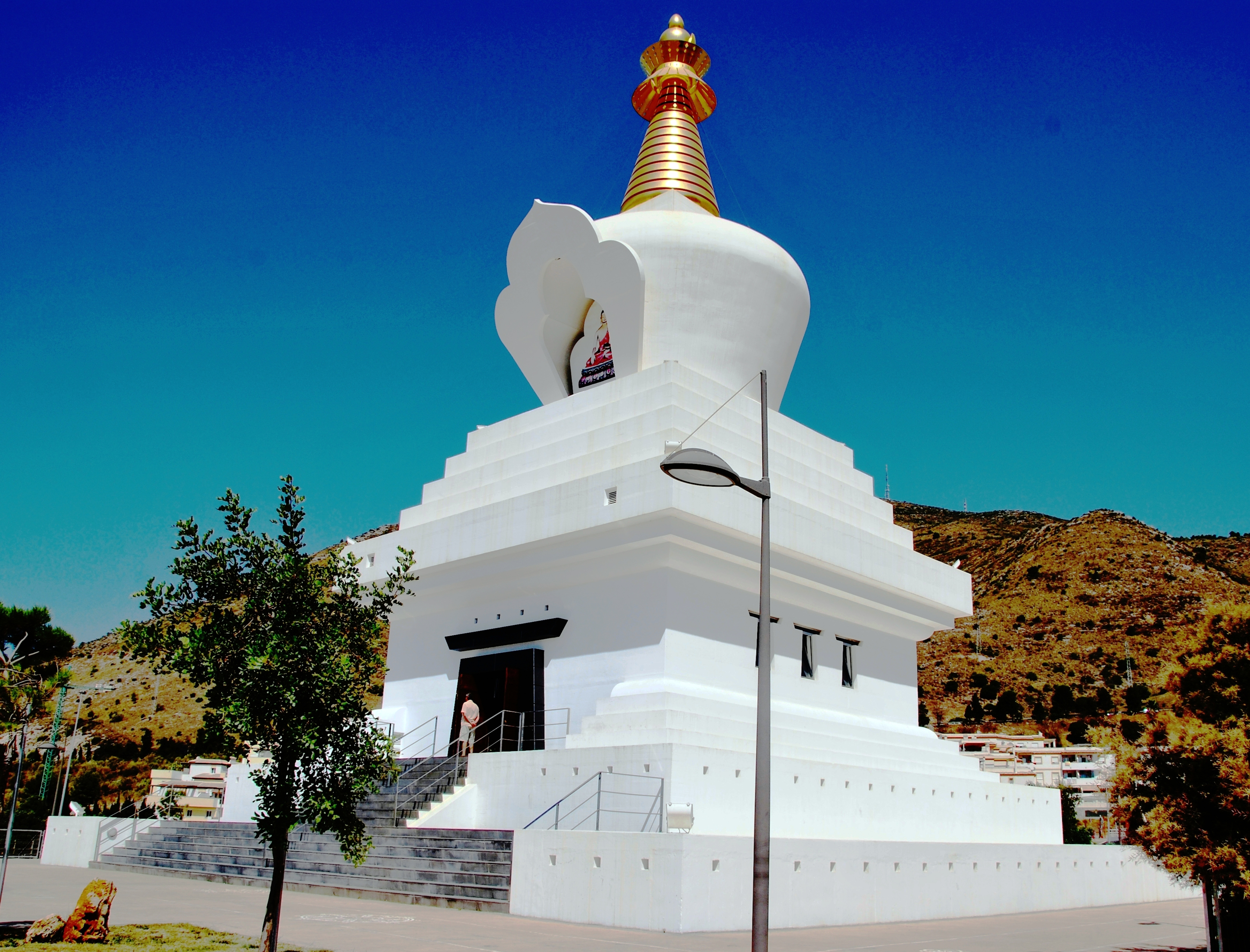
Stupa in Benalmádena

- Der Ortsteil Benalmádena-Pueblo am Fuße der Berge der Sierra de Mijas ist der alte Ortskern der Stadt. Hier befindet sich eine alte Kapelle, von der man einen schönen Blick auf die Stadt und auf das Umland hat. Es ist sogar möglich bis nach Málaga zu schauen. Der historische Stadtkern besitzt für die Region typische mit Blumen geschmückte weiße Häuser. Dies ist ein großer Kontrast zu einer sonst eher von Touristen geprägten Stadt.
- Benalmádena-Costa ist der touristische Stadtteil des Ortes. Er umfasst zahlreiche Hotels und die für den Tourismus üblichen Einrichtungen wie Bars, Restaurants und Discotheken. Hier gibt es auch einen Hafen mit Appartements und einen großflächigen Park. Der Hafen (Puerto Deportivo) wurde 1995 von einem britischen Immobilienmagazin als „Beste Marina der Welt“ ausgezeichnet. Er bietet Platz für etwa 1000 Yachten.
- Der Ortsteil Arroyo de la Miel ist eine Mischgegend aus Touristenattraktionen, Hotels und Wohnvierteln. Er bildet das eigentliche neue Ortszentrum etwas landeinwärts des Sporthafens. Hier befindet sich der Bahnhof von Benalmádena und die Talstation der Seilbahn Teleférico. In der Nähe gibt es einen 2003 eröffneten Tierpark (Selvo Marina) mit Delfinarium und Pinguinarium.

Einzelbauten
- Die auf dem höchsten Punkt der Stadt stehende Iglesia de Santo Domingo (36° 35′ 35″ N, 4° 34′ 21″ W) wurde im 17. Jahrhundert erbaut, später jedoch wiederholt verändert. Sie ist die älteste Kirche der Stadt und wird von einem seitlichen Glockengiebel (espadaña) überhöht; ihr Inneres ist dreischiffig.
- Nur etwa 300 m nördlich, am Rand der Altstadt, befindet sich das „Museum für präkolumbianische Kunst“ (36° 35′ 42″ N, 4° 34′ 24″ W), welches aus einer Stiftung eines Bürgers der Stadt hervorging.
- Das Castillo de Colomares (36° 35′ 26″ N, 4° 34′ 21″ W) wurde in den Jahren 1987–1994 von dem in den USA lebenden und arbeitenden Chirurgen Esteban Martín y Martín zum Gedenken an den 500. Jahrestag der Entdeckung Amerikas durch Christoph Kolumbus erbaut. Der ohne den Einsatz von Maschinen errichtete Bau enthält eine Fülle von Reminiszenzen an die spätgotisch-mittelalterliche Architektur.[7]
- Das Castillo de Bil Bil (36° 35′ 21″ N, 4° 31′ 42″ W) entstand als Privathaus einer französischen Familie in den 1920er Jahren. Die Architektur ist gekennzeichnet durch Anklänge an den Stil der Berberarchitektur Südmarokkos und den der Alhambra. Der Innenhof ist mit Stuckornamenten und Azulejos geschmückt. Heute dient der Bau kulturellen Zwecken der Stadt.
- In Benalmádena wurde am 4. Oktober 2003 der mit 33 m Höhe größte buddhistische Stupa der westlichen Welt (36° 35′ 17″ N, 4° 34′ 52″ W) eingeweiht. Im Gegensatz zu seinen asiatischen Vorbildern ist er betretbar. Er wurde unter der Leitung von Lopön Tsechu Rinpoche erbaut, auf dessen Betreiben weitere Stupas in Europa zurückgehen.
- Ein Schmetterlingspark (Mariposario) liegt etwa 200 m nördlich.
- Die neolithischen Höhlen von Benalmádena liegen im Karbonatgebiet von Serrezuela südwestlich von Benalmádena.